# Archidendron bigeminum
Archidendron bigeminum е дървесен вид растение от семейство Бобови (Fabaceae). Видът е световно застрашен, със статут Уязвим.

## Разпространение
Видът е разпространен в Индия и Шри Ланка.